# Columbus Blue Jackets
Die Columbus Blue Jackets (IPA: [kəˈlʌmbəs bluː ˈdʒæk.ɪts]) sind ein US-amerikanisches Eishockeyfranchise der National Hockey League (NHL) aus Columbus im Bundesstaat Ohio. Es wurde am 25. Juni 1997 gegründet und nahm zum Beginn der Saison 2000/01 den Spielbetrieb in der NHL auf. Die Mannschaft trägt ihre Heimspiele in der Nationwide Arena aus und wird durch die Farben Dunkelblau, Rot und Silber repräsentiert. Die gesamte Außendarstellung ist von der bedeutenden Rolle des Staates Ohio im Amerikanischen Bürgerkrieg inspiriert, so geht der Name „Blue Jackets“ (dt.: „blaue Jacken“ oder „blaue Mäntel“) auf die dunkelblauen Uniformen der United States Army zurück.
Die bisherige Historie der Blue Jackets, die eines der jüngsten NHL-Teams darstellen, ist von sportlichem Misserfolg geprägt. Erst 2009 gelang erstmals die Qualifikation für die Playoffs, bevor das Team erst weitere zehn Jahre später seine Playoff-Serie für sich entscheiden konnte und der Gewinn des Stanley Cups somit bisher verwehrt blieb.

## Geschichte

### 2000 bis 2005
Im Jahr 2000 wurden in Columbus und Minnesota neue Franchises der National Hockey League eröffnet. Um die Kader beider Teams zu füllen, fand im Juni der NHL Expansion Draft 2000 statt. Nur einen Tag später wählten die Columbus Blue Jackets Rostislav Klesla in der ersten Runde des NHL Entry Draft 2000 aus. Dave King übernahm den Trainerposten.
Am 7. Oktober 2000 begann der Verein mit der Teilnahme an einer NHL-Saison mit einer 3-5-Niederlage gegen die Chicago Blackhawks. Das erste Tor in der Geschichte des Franchise erzielte Bruce Gardiner. Die Mannschaft verpasste am Ende der Saison die Playoffs, trotzdem konnte man das erste Jahr nicht als schlechten Start bezeichnen, denn mit 28 Siegen in den 82 Spielen holten sie 71 Punkte und für ein Expansion Team war das ein relativ guter Start in die NHL. Zudem traf Geoff Sanderson 30 Mal in dieser Saison und Goalie Ron Tugnutt zeigte gute Leistungen zwischen den Pfosten.
Die Saison 2001/02 hinterließ eher wenig erfolgreiche Ergebnisse. Auf dem vorletzten Platz der Liga und mit nur 57 Punkten beendeten sie die Saison. Doch nicht nur im sportlichen Bereich lieferten die Blue Jackets negativ Schlagzeilen. Am 16. März 2002 im Spiel gegen die Calgary Flames wurde ein Schuss von Espen Knutsen über die Plexiglasscheibe ins Publikum abgefälscht und traf Brittanie Cecil am Kopf. Das Mädchen starb zwei Tage später kurz vor ihrem 14. Geburtstag. Der tragische Vorfall hatte zur Folge, dass in allen Arenen der NHL über den Plexiglasscheiben hinter den Toren Nylon-Netze aufgehängt wurden. Die Spieler trugen bei dem ersten Heimspiel nach dem Tod des Mädchens die Initialen BNC (Brittanie Nicole Cecil) auf ihrem Helm und die Blue Jackets gründeten den Brittanie Cecil Memorial Fund, für den bei Heimspielen immer noch gesammelt wird.
Am Morgen des NHL Entry Draft 2002 bemühten sich die Blue Jackets in einem Transfergeschäft den „First overall“-Draftpick, das Recht den ersten Spieler im Draft auswählen zu können, von den Florida Panthers zu erhalten. Die Panthers erhielten am Ende von Columbus einen Drittrunden-Draftpick und die Option, dass beide Teams im kommenden Jahr die Draftpositionen in der ersten Runde tauschen, sollte Columbus in der Draft-Reihenfolge vor den Panthers stehen. Dafür tauschten beide Teams in diesem Jahr die Reihenfolge. Columbus durfte sich den ersten Spieler im Draft aussuchen, Florida den dritten. Die Blue Jackets hatten mit diesem Geschäft eine richtige Entscheidung getroffen und am Abend in der ersten Runde Rick Nash ausgewählt.
Die Saison 2002/03 startete relativ gut mit sieben Siegen in den ersten 14 Spielen, doch sie konnten die Leistung nicht lange halten. Als schlechtestes Team der Western Conference verfehlten sie die Playoffs klar. Trainer Dave King wurde noch während der Saison entlassen, General Manager Doug MacLean übernahm den Posten. Nach dem Weggang von Ron Tugnutt vor der Saison war Marc Denis mittlerweile Stammtorhüter und absolvierte 77 der 82 Spiele, nur zwei Partien von Grant Fuhrs Rekord entfernt.
Im NHL Entry Draft 2003 sicherten sie sich die Rechte am Russen Nikolai Scherdew, der in der Saison 2003/04 gleich für die Blue Jackets spielte und 34 Punkte in 57 Spielen erreichte. Außerdem holte man erfahrene Leute wie Todd Marchant und Darryl Sydor. Die Saison verlief aber erneut enttäuschend. Und MacLean machte während der Saison Platz für den neuen Headcoach Gerard Gallant. Am Ende stand das Team auf dem vorletzten Platz der Conference. Einer der wenigen Lichtblicke war Rick Nash, der in seiner zweiten Saison 41 Tore erzielt hatte und zusammen mit Jarome Iginla von Calgary und Ilja Kowaltschuk von Atlanta, die ebenfalls 41 Mal trafen, die Maurice „Rocket“ Richard Trophy als bester Torschütze der NHL entgegennehmen durfte.
Die Saison 2004/05 musste abgesagt werden, da sich die NHL, die Teambesitzer und die Spieler nicht auf ein neues Collective Bargaining Agreement, eine Art Tarifvertrag, einigen konnten.

### 2005 bis 2010
Im Sommer 2005 holten die Blue Jackets Adam Foote von den Colorado Avalanche, doch auf Grund von Verletzungen bei Nash und Scherdew erwischte das Team einen schlechten Start. Mitte November verpflichtete das Management Superstar Sergei Fjodorow von den Mighty Ducks of Anaheim. Rick Nash kam in den 54 Spielen, die er in der Saison absolviert hatte, immerhin noch auf 54 Punkte. Das andere Talent Nikolai Scherdew erreichte die gleiche Marke durch 27 Toren und 27 Assists. Doch in der Tabelle schlugen sich die guten Leistungen der jungen Spieler nicht nieder und Columbus konnte nur Chicago und St. Louis hinter sich lassen. Allerdings war es mit 35 Siegen die erfolgreichste Saison der Teamgeschichte.
Nach der Saison 2005/06 wurde Torhüter Marc Denis zu den Tampa Bay Lightning transferiert. Seine Rolle soll Pascal Leclaire einnehmen, der im NHL Entry Draft 2001 die erste Wahl von Columbus war. Das verdeutlicht, dass das Management besonders auf die jungen Talente um Leclaire, Nash und Scherdew bauen möchte. Todd Marchant verließ das Team, Anson Carter wurde von den Vancouver Canucks geholt.
Nachdem die Blue Jackets mit fünf Siegen und neun Niederlagen schwach in die Saison 2006/07 gestartet waren, wurde Trainer Gallant entlassen. Als Nachfolger verpflichteten sie Ken Hitchcock, der nur wenige Wochen zuvor bei den Philadelphia Flyers gehen musste. Die Saison 2007/08 unter Hitchcock lief so gut, dass er für weitere drei Jahre als Cheftrainer verpflichtet wurde. Unter ihm gelang es der Mannschaft am 8. April 2009, sich mit einem 4:3-Sieg gegen die Chicago Blackhawks erstmals einen Platz in den Stanley-Cup-Playoffs zu sichern. Danach konnten sich die Blue Jackets jedoch für die nächsten vier Spielzeiten nicht für die Playoffs qualifizieren. Mit 21 verbleibenden Spielen und vier von acht Punkten in der Western Conference wurden die langjährigen Verteidiger Rostislav Klesla und Dane Byers an die Phoenix Coyotes im Austausch gegen Scottie Upshall und Sami Lepistö abgegeben.

### 2010 bis 2015
Nach Ken Hitchcocks Vertragsende 2010 übernahm Scott Arniel das Team als Cheftrainer. Doch nach einem katastrophalen Start in die Saison 2011/12 wurde er wieder entlassen und von Todd Richards abgelöst. Es folgte ebenso ein reger Spieleraustausch. So wurde unter anderem Antoine Vermette und Samuel Påhlsson gegen den Torhüter Curtis McElhinney getauscht. Selbst Kapitän Rick Nash wurde an die New York Rangers abgegeben, während man Brandon Dubinsky und Tim Erixon erhielt.
Die Saison 2012/13 brachte auch Veränderungen in der Geschäftsleitung, so wurde im Oktober 2012 John Davidson zum Präsidenten der Blue Jackets ernannt. Am 12. Februar 2013 wurde Scott Howson von seinen Aufgaben als General Manager entbunden und Jarmo Kekäläinen von der finnischen Liga als neuer General Manager eingestellt, der damit zum ersten Europäer in dieser Funktion wurde.
Die Blue Jackets wechselten nach 13 Jahren in der Saison 2013/14 von der Western Conference in die Eastern Conference der Metropolitan Division. Anschließend gelang es ihnen am 9. April 2014 sich ihren zweiten Playoff-Platz in der Franchise-Geschichte zu sichern. Dort unterlagen sie den Pittsburgh Penguins in der ersten Runde in sechs Spielen.
Die Saison 2014/15 war eine der verletzungsreichsten für die Columbus Blue Jackets, so fielen unter anderem Ryan Murray und Brandon Dubinsky für längere Zeit aus. Dennoch gelangen ihnen neun Siege in Folge, während das Team den fünften Platz in der Metropolitan Division erreichte. Am 20. Mai 2015 wurde Nick Foligno zum sechsten Kapitän in der Mannschaftsgeschichte ernannt. Die Position war vakant, seit Rick Nash im Juli 2012 an die New York Rangers abgegeben wurde. Am 30. Juni 2015 gingen Marko Daňo und Artem Anisimov zusammen mit den Flügelspielern Jeremy Morin und Corey Tropp im Austausch gegen Brandon Saad zu den Chicago Blackhawks.

### 2015 bis 2020
Die Blue Jackets gingen zunächst mit hohen Erwartungen in die Saison 2015/16. Das Team hatte jedoch einen ungünstigen Start, als es seine ersten acht regulären Saisonspiele verlor. Dies veranlasste die Jackets, Cheftrainer Todd Richards zu entlassen und John Tortorella an seiner Stelle einzustellen. Des Weiteren wurde im Januar Ryan Johansen im Transfer gegen den Verteidiger Seth Jones von den Nashville Predators ausgetauscht. Am Ende der Saison belegten sie in der NHL den 27. Gesamtrang. Die Saison 2016/17 verlief mit drei Franchise-Rekorden recht erfolgreich. Mitte November erzielten die Blue Jackets bei einem 10-Erfolg gegen die Canadiens de Montréal erstmals zehn Treffer. Während einer 16 Spiele andauernden Siegesserie, die Ende November begann und ebenfalls einen Franchise-Rekord darstellte, verzeichnete Tortorella seinen 500. Karrieresieg. Die Siegesserie, die zudem die zweitlängste in der NHL-Geschichte war, endete erst Anfang Januar. Letztlich beendeten die Blue Jackets die Spielzeit 108 Punkten, was ebenfalls einen Bestwert darstellte.
In der ersten Runde der Playoffs 2017 verloren die Blue Jackets abermals gegen die Pittsburgh Penguins (1:4). Im Juni 2017 einigten sich die Jackets mit den Chicago Blackhawks auf einen Transfer von Brandon Saad, wofür sie unter anderem Artemi Panarin und Tyler Motte erhielten. 2018 kehrten sie als Wildcard-Qualifikant in die Playoffs zurück und traten damit zum ersten Mal in zwei aufeinander folgenden Jahren an. In der ersten Runde standen sie dem Meister der Metropolitan Division gegenüber, den Washington Capitals, gewannen die ersten beiden Spiele in der Verlängerung und erzielten somit ihre erste Serienführung. Sie verloren jedoch die nächsten vier Spiele und die Serie in sechs Spielen.
Die Blue Jackets kehrten 2019 in die Playoffs zurück, wo sie in der ersten Runde den Sieger der Presidents’ Trophy, die Tampa Bay Lightning, mit einem Sweep besiegten und so ihre erste Playoff-Serie gewannen, aber die zweite Runde in sechs Spielen gegen die Boston Bruins verloren. 2020 verloren die Blue Jackets in fünf Spielen gegen die Tampa Bay Lightning in einer Wiederauflage der Vorjahresbegegnung.

## Spielstätten

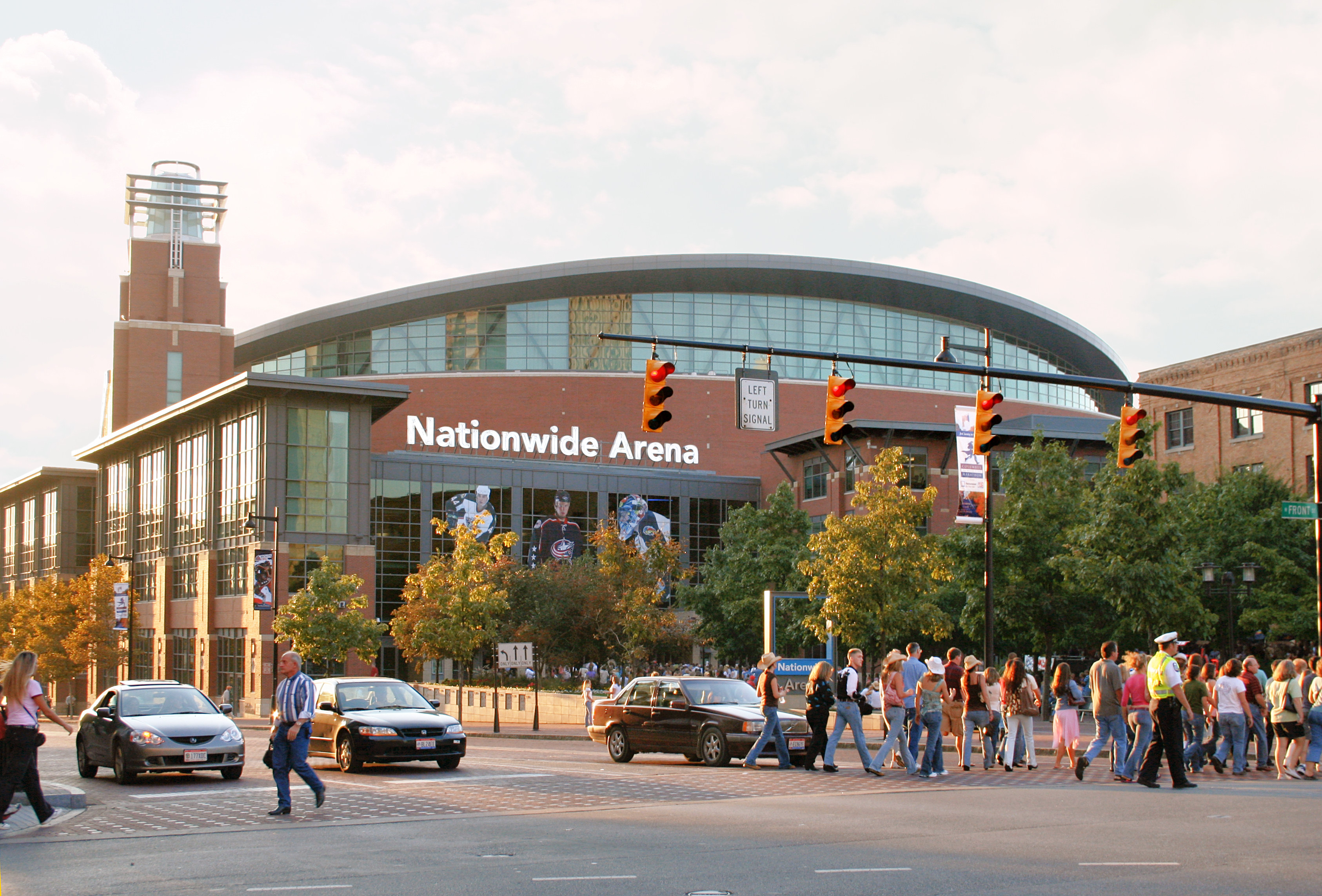
Die Außenfassade der Nationwide Arena

Seit ihrer Premierensaison tragen die Blue Jackets ihre Heimspiele in der Nationwide Arena, einer 18.136 Zuschauer fassenden Multifunktionsarena, aus.
Der Beschluss zum Bau der 150 Millionen US-Dollar teuren Arena wurde auf Betreiben von John H. McConnell, dem ersten Besitzer der Columbus Blue Jackets, im Mai 1997 bewilligt, woraufhin die Stadt Columbus nur wenige Wochen später den Zuschlag für eines von zwei neuen NHL-Franchises bekam. Finanziert wurde der Bau von der Nationwide Mutual Insurance Company. Nach der Fertigstellung der Arena im Jahr 2000 nahmen die Columbus Blue Jackets dort zur Saison 2000/01 den Spielbetrieb auf.
Mit dem Tod der 13-jährigen Brittanie Cecil, die dort im Jahr 2002 von einem Puck getroffen wurde, erlangte die Arena unrühmliche Bekanntheit. Im Jahr 2007 wurde der NHL Entry Draft über zwei Tage in der Halle abgehalten.

## Farmteams
| Saison                  | Farmteam                     | Liga |
| 2000/01–2006/07         | Dayton Bombers               | ECHL |
| 2007/08                 | Elmira Jackals               | ECHL |
| 2000/01–2009/10         | Syracuse Crunch              | AHL  |
| 2004/05–2008/09         | Youngstown SteelHounds       | CHL  |
| 2008/09                 | Johnstown Chiefs             | ECHL |
| 2009/10                 | Gwinnett Gladiators          | ECHL |
| 2010/11–2014/15         | Springfield Falcons          | AHL  |
| 2010/11                 | Fort Wayne Komets            | CHL  |
| 2011/12                 | Chicago Express              | ECHL |
| 2012/13–2014/15         | Evansville IceMen            | ECHL |
| seit 2015/16            | Lake Erie/Cleveland Monsters | AHL  |
| 2015/16 2021/22–2022/23 | Kalamazoo Wings              | ECHL |

Wie alle NHL-Teams unterhalten die Columbus Blue Jackets mehrere Farmteams in unterklassigen Ligen. Die wichtigste Talentschmiede besitzen die Blue Jackets seit Beginn der Saison 2015/16 in Cleveland im US-Bundesstaat Ohio, wo die Cleveland Monsters (zuvor Lake Erie Monsters) in der American Hockey League (AHL) spielen. Die AHL ist als Minor League der Klasse AAA und somit der höchstmöglichen Stufe unterhalb der NHL deklariert. Weitere Kooperationen in den Minor Leagues fanden zwischen zuvor mit den Dayton Bombers, Elmira Jackals, Syracuse Crunch, Youngstown SteelHounds, Johnstown Chiefs, Gwinnett Gladiators, Fort Wayne Komets, Chicago Express, Evansville IceMen und Kalamazoo Wings statt.

## Besitzer
Der derzeitige Besitzer und Hauptanteilseigner des Teams ist der US-Amerikaner John P. McConnell, der nach dem Tod seines Vaters John H. McConnell am 25. April 2008 den Posten übernahm, nachdem er schon zuvor als Stellvertreter seines Vaters fungiert hatte. John H. McConnell war 1997 maßgeblich an der Verwirklichung des Baus der Nationwide Arena beteiligt, die die Vergabe eines NHL-Franchises an die Stadt Columbus erst ermöglichte und erwarb seinerzeit 78 Prozent der Anteile des Klubs, die in den Besitz seiner Familie übergingen. Weitere Teilhaber sind Wolfe Enterprises, eine Tochtergesellschaft der hiesigen Lokalpresse The Columbus Dispatch, mit zehn Prozent, Grundstückserschließer Ron Pizzuti und Crane Plastics mit jeweils fünf Prozent sowie der ehemalige Besitzer der Columbus Chill aus der East Coast Hockey League, Horn Chen, mit zwei Prozent.

## Diverses

### Maskottchen
Stinger, eine anthropomorphe Hornisse, ist seit der Premierensaison 2000/01 das Maskottchen des Teams und unterhält die Zuschauer während der Heimspiele der Blue Jackets. Neben den Auftritten bei den NHL-Spielen kann das Maskottchen auch zu Geburtstagsfeiern, Krankenhausbesuchen und ähnlichem gebucht werden.

### Medienpräsenz
Fernsehpartner der Columbus Blue Jackets ist der Spartensender Fox Sports Net, der fast alle Spiele der Regulären Saison durch den Sender FSN Ohio, der den regionalen TV-Markt abdeckt, überträgt. An der Seite des erfahrenen Sportkommentatoren Jeff Rimer analysiert Danny Gare, Steve Yzermans Vorgänger als Kapitän der Detroit Red Wings, die Spiele. Jeff Hogan führt die Zuschauer durch die Drittelpausen und ist für Interviews mit Spielern und Offiziellen zuständig. Die Fernsehsender Versus und NBC halten die Übertragungsrechte für den gesamten US-amerikanischen Markt. Allerdings übertragen die beiden Sender nur einige ausgewählte Spiele der San Jose Sharks während der Saison, diese allerdings hauptsächlich exklusiv.
Während der Playoffs würde FSN Ohio die Playoff-Partien der ersten beiden Runden übertragen, sofern diese nicht von NBC gesendet werden. Die restlichen Spiele der Playoffs bis einschließlich der Finalserie um den Stanley Cup werden von NBC und Versus in den Vereinigten Staaten gezeigt.
In Kanada ist CBC der Hauptsender für die Spiele der Regulären Saison und der Playoffs. TSN hält ebenfalls Übertragungsrechte an NHL-Spielen, darf aber nur die Partien zeigen, die CBC nicht sendet. Allerdings konzentrieren sich beide Sender hauptsächlich auf Spiele mit kanadischer Beteiligung, so dass nur wenige Spiele der Columbus Blue Jackets in Kanada zu sehen sind.
Außerhalb des lokalen TV-Marktes der Columbus Blue Jackets können alle Spiele des Teams über das kostenpflichtige NHL Center Ice-Paket empfangen werden.
In Europa hält NASN die Rechte an den Spielen der NHL. Im Laufe der Saison werden einige Spiele der Columbus Blue Jackets gesendet, wobei NASN auf die Übertragungen der zuständigen Sender aus den USA zurückgreift.
Zudem sind die Spiele der Blue Jackets über das Blue Jackets Radio Network, dass aus 28 einzelnen Radiostationen besteht, zu empfangen. Hierbei kommentiert George Matthews die Spiele des Franchise. Ihm steht der Ex-Spieler und Scout Bill Davidge als Experte zur Seite. Durch die offiziellen Internetauftritte der National Hockey League und der Columbus Blue Jackets sind außerdem Radioübertragungen der Spiele weltweit zu empfangen.
Über das Internet senden Yahoo und Comcast, der Mutterkonzern des TV-Senders Versus, ausgewählte Spiele der NHL live, unter anderem auch einige der Columbus Blue Jackets. Der Service ist kostenlos, allerdings ist der Zugang auf Internetnutzer mit Sitz in den USA beschränkt. Nutzer innerhalb des TV-Marktes der Blue Jackets können den Service von Comcast für Spiele der Columbus Blue Jackets nicht nutzen. Über das kostenpflichtige Angebot NHL Center Ice Online können zudem alle Spiele des Teams außerhalb des lokalen TV-Marktes über das Internet empfangen werden.

## Erfolge und Ehrungen

### Sportliche Erfolge
Die Columbus Blue Jackets konnten seit der Aufnahme des Spielbetriebs zur Saison 2000/01 bisher kaum sportliche Erfolge feiern. Ein dritter Platz in der Central Division in der Spielzeit 2005/06 steht als beste Platzierung in der regulären Saison zu Buche und somit blieb dem Team der Gewinn eines Divisiontitels bisher verwehrt. Dieser dritte Platz reichte aber nicht für die Qualifikation für die erste Playoff-Runde. Dies schaffte das Franchise-Team zum ersten Mal in der Saison 2008/09, als sie im Conference-Viertelfinale an den Detroit Red Wings scheiterten.

### NHL Awards und All-Star Team-Nominierungen
| Auszeichnung                    | Name                                                                                   | Saison                                          |
| Bill Masterton Memorial Trophy  | Sean Monahan                                                                           | 2024/25                                         |
| Calder Memorial Trophy          | Steve Mason                                                                            | 2008/09                                         |
| Jack Adams Award                | John Tortorella                                                                        | 2016/17                                         |
| King Clancy Memorial Trophy     | Nick Foligno                                                                           | 2016/17                                         |
| Mark Messier Leadership Award   | Nick Foligno                                                                           | 2016/17                                         |
| Maurice 'Rocket' Richard Trophy | Rick Nash*                                                                             | 2003/04                                         |
| NHL Foundation Player Award     | Rick Nash                                                                              | 2008/09                                         |
| Vezina Trophy                   | Sergei Bobrowski                                                                       | 2012/13 2016/17                                 |
| All-Rookie Team                 | Rostislav Klesla Rick Nash Steve Mason Zach Werenski Elvis Merzļikins Denton Mateychuk | 2001/02 2002/03 2008/09 2016/17 2019/20 2024/25 |
| First All-Star Team             | Sergei Bobrowski Zach Werenski                                                         | 2012/13, 2016/17 2024/25                        |
| Second All-Star Team            | Seth Jones                                                                             | 2017/18                                         |

* gemeinsam mit Jarome Iginla und Ilja Kowaltschuk
Den ersten Award konnte Rick Nash in der Saison 2003/04 für das Team gewinnen, als er durch seine 41 erzielten Tore die Maurice 'Rocket' Richard Trophy für den besten Torjäger der Saison gewann. Diesen Titel teilte er sich mit Jarome Iginla und Ilja Kowaltschuk, die ebenso viele Treffer verbuchten.
Bereits ein Jahr zuvor war es Nash gelungen durch seine gute Debütsaison mit 39 Punkten in 74 Partien ins All-Rookie Team gewählt zu werden. Gleiches gelang in der Saison 2001/02 Verteidiger Rostislav Klesla.
Als erster Spieler der Blue Jackets gewann der Torhüter Steve Mason in der Saison 2008/09 die Calder Memorial Trophy für den besten Liganeuling. Gleichzeitig wurde er auch ins All-Rookie Team berufen.

### NHL All-Star Game-Nominierungen
| Jahr | Name                                     |
| 2002 | Espen Knutsen Rostislav Klesla*          |
| 2003 | Ray Whitney Rostislav Klesla* Rick Nash* |
| 2004 | Rick Nash Nikolai Scherdew*              |
| 2007 | Rick Nash                                |
| 2008 | Rick Nash                                |
| 2009 | Rick Nash Steve Mason* **                |
| 2011 | Rick Nash                                |
| 2012 | Ryan Johansen***                         |

| Jahr | Name                                                         |
| 2015 | Nick Foligno Ryan Johansen Sergei Bobrowski**                |
| 2016 | Brandon Saad                                                 |
| 2017 | Cam Atkinson Sergei Bobrowski Seth Jones John Tortorella**** |
| 2018 | Seth Jones** Zach Werenski                                   |
| 2019 | Cam Atkinson Seth Jones                                      |
| 2020 | Seth Jones                                                   |
| 2022 | Zach Werenski                                                |
| 2023 | Johnny Gaudreau                                              |
| 2024 | Boone Jenner                                                 |

Insgesamt wurden bisher 17 Spieler der Columbus Blue Jackets von den Fans aufgrund ihrer Beliebtheit ins All-Star Game gewählt oder aufgrund ihrer Leistungen von den Trainern nominiert.
Nachdem in der ersten Spielzeit des Franchises kein Spieler eine Nominierung erhalten hatte, nahm mit dem Norweger Espen Knutsen beim NHL All-Star Game 2002 erstmals ein Spieler des Teams aus Ohio am Spiel teil, das zu dieser Zeit im Format „Nordamerika gegen den Rest der Welt“ ausgetragen wurde. Ein Jahr später folgte mit Ray Whitney der damalige Mannschaftskapitän. Zum NHL All-Star Game 2004 erhielt schließlich Rick Nash seine erste Nominierung.
Nach einem zweijährigen Ausfall des All-Star-Games wegen des Lockouts im Jahr 2005 und den Olympischen Winterspielen 2006 in Turin vertrat Nash beim 2007 erneut als einziger seinen Klub beim All-Star-Game. Seine dritte Nominierung in Folge erhielt er wiederum ein Jahr später, als er trotz eines Hattricks die Ernennung zum wertvollsten Spieler nur knapp verpasste. Insgesamt wurde Nash von 2004 bis 2011 fünf Mal in Folge nominiert und hält damit den Franchise-Rekord.
Beim All-Star Game 2015 fungierten die Blue Jackets als Gastgeber und stellten drei Akteure, wobei Ryan Johansen als wertvollster Spieler ausgezeichnet wurde.
Am 2002 eingeführten YoungStars Game, das im Rahmenprogramm des eigentlichen All-Star-Games zwischen den besten Liganeulingen ausgetragen wird, nahmen bisher vier Blue-Jackets-Spieler teil, die von der Ligaleitung nominiert wurden. Diese waren Rostislav Klesla in den Jahren 2002 und 2003 sowie Rick Nash, ebenfalls 2003, und der Russe Nikolai Scherdew 2004. Steve Mason verzichtete 2009 auf eine Teilnahme aufgrund einer Verletzung. 2012 nahm Ryan Johansen als Rookie an der neu eingeführten Skills Competition teil.

### Saisonstatistik
Abkürzungen: GP = Spiele, W = Siege, L = Niederlagen, T = Unentschieden, OTL = Niederlagen nach Overtime bzw. Shootout, Pts = Punkte, GF = Erzielte Tore, GA = Gegentore
| Saison   | GP   | W   | L   | T  | OTL | Pts  | GF   | GA   | Platz            | Playoffs                                                                                                |
| 2000/01  | 82   | 28  | 39  | 9  | 6   | 71   | 190  | 233  | 5., Central      | nicht qualifiziert                                                                                      |
| 2001/02  | 82   | 22  | 47  | 8  | 5   | 57   | 164  | 255  | 5., Central      | nicht qualifiziert                                                                                      |
| 2002/03  | 82   | 29  | 42  | 8  | 3   | 69   | 213  | 263  | 5., Central      | nicht qualifiziert                                                                                      |
| 2003/04  | 82   | 25  | 45  | 8  | 4   | 62   | 177  | 238  | 4., Central      | nicht qualifiziert                                                                                      |
| 2004/051 | —    | —   | —   | —  | —   | —    | —    | —    | —                | |
| 2005/06  | 82   | 35  | 43  | —  | 4   | 74   | 223  | 279  | 3., Central      | nicht qualifiziert                                                                                      |
| 2006/07  | 82   | 33  | 42  | —  | 7   | 73   | 201  | 249  | 4., Central      | nicht qualifiziert                                                                                      |
| 2007/08  | 82   | 34  | 36  | —  | 12  | 80   | 193  | 218  | 4., Central      | nicht qualifiziert                                                                                      |
| 2008/09  | 82   | 41  | 31  | —  | 10  | 92   | 226  | 230  | 4., Central      | Niederlage im Conference-Viertelfinale, 0:4 (Detroit)                                                   |
| 2009/10  | 82   | 32  | 35  | —  | 15  | 79   | 216  | 259  | 5., Central      | nicht qualifiziert                                                                                      |
| 2010/11  | 82   | 34  | 35  | —  | 13  | 81   | 215  | 258  | 5., Central      | nicht qualifiziert                                                                                      |
| 2011/12  | 82   | 29  | 46  | —  | 7   | 65   | 202  | 262  | 5., Central      | nicht qualifiziert                                                                                      |
| 2012/132 | 48   | 24  | 17  | —  | 7   | 55   | 129  | 119  | 4., Central      | nicht qualifiziert                                                                                      |
| 2013/14  | 82   | 43  | 32  | —  | 7   | 93   | 231  | 216  | 4., Metropolitan | Niederlage im Conference-Viertelfinale, 2:4 (Pittsburgh)                                                |
| 2014/15  | 82   | 42  | 35  | —  | 5   | 89   | 236  | 250  | 5., Metropolitan | nicht qualifiziert                                                                                      |
| 2015/16  | 82   | 34  | 40  | —  | 8   | 76   | 219  | 252  | 8., Metropolitan | nicht qualifiziert                                                                                      |
| 2016/17  | 82   | 50  | 24  | —  | 8   | 108  | 249  | 195  | 3., Metropolitan | Niederlage im Conference-Viertelfinale, 1:4 (Pittsburgh)                                                |
| 2017/18  | 82   | 45  | 30  | —  | 7   | 97   | 236  | 226  | 4., Metropolitan | Niederlage im Conference-Viertelfinale, 2:4 (Washington)                                                |
| 2018/19  | 82   | 47  | 31  | —  | 4   | 98   | 256  | 231  | 5., Metropolitan | Sieg im Conference-Viertelfinale, 4:0 (Tampa Bay) Niederlage im Conference-Halbfinale, 2:4 (Boston)     |
| 2019/203 | 70   | 33  | 22  | —  | 15  | 81   | 180  | 183  | 6., Metropolitan | Sieg in der Qualifizierungsrunde, 3:2 (Toronto) Niederlage im Conference-Viertelfinale, 1:4 (Tampa Bay) |
| 2020/213 | 56   | 18  | 26  | —  | 12  | 48   | 134  | 184  | 8., Central      | nicht qualifiziert                                                                                      |
| 2021/22  | 82   | 37  | 38  | —  | 7   | 81   | 258  | 297  | 6., Metropolitan | nicht qualifiziert                                                                                      |
| 2022/23  | 82   | 25  | 48  | —  | 9   | 59   | 213  | 329  | 8., Metropolitan | nicht qualifiziert                                                                                      |
| 2023/24  | 82   | 27  | 43  | —  | 12  | 66   | 234  | 298  | 8., Metropolitan | nicht qualifiziert                                                                                      |
| 2024/25  | 82   | 40  | 33  | —  | 9   | 89   | 273  | 268  | 4., Metropolitan | nicht qualifiziert                                                                                      |
| Gesamt   | 1896 | 807 | 860 | 33 | 196 | 1843 | 5078 | 5810 |                  | 6 Playoff-Teilnahmen 8 Serien: 2 Siege, 6 Niederlagen 41 Spiele: 15 Siege, 26 Niederlagen               |

1 Saison wegen des NHL-Lockout 2004/05 ausgefallen
2 Saison wegen des NHL-Lockout 2012/13 verkürzt
3 Saison wegen der COVID-19-Pandemie verkürzt

### Franchiserekorde
Im Folgenden werden ausgewählte Spielerrekorde des Franchise sowohl über die gesamte Karriere als auch über einzelne Spielzeiten aufgeführt.

#### Karriere
|                                   | Name             | Anzahl                                     |
| Meiste Spiele                     | Boone Jenner*    | 741 (in 12 Spielzeiten)                    |
| Meiste aufeinanderfolgende Spiele | R. J. Umberger   | 288 (10. Oktober 2008 bis 10. Januar 2012) |
| Meiste Tore                       | Rick Nash        | 289                                        |
| Meiste Vorlagen                   | Zach Werenski*   | 271                                        |
| Meiste Punkte                     | Rick Nash        | 547 (289 Tore + 258 Vorlagen)              |
| Meiste Strafminuten               | Jared Boll       | 1195                                       |
| Meiste Shutouts                   | Sergei Bobrowski | 33                                         |

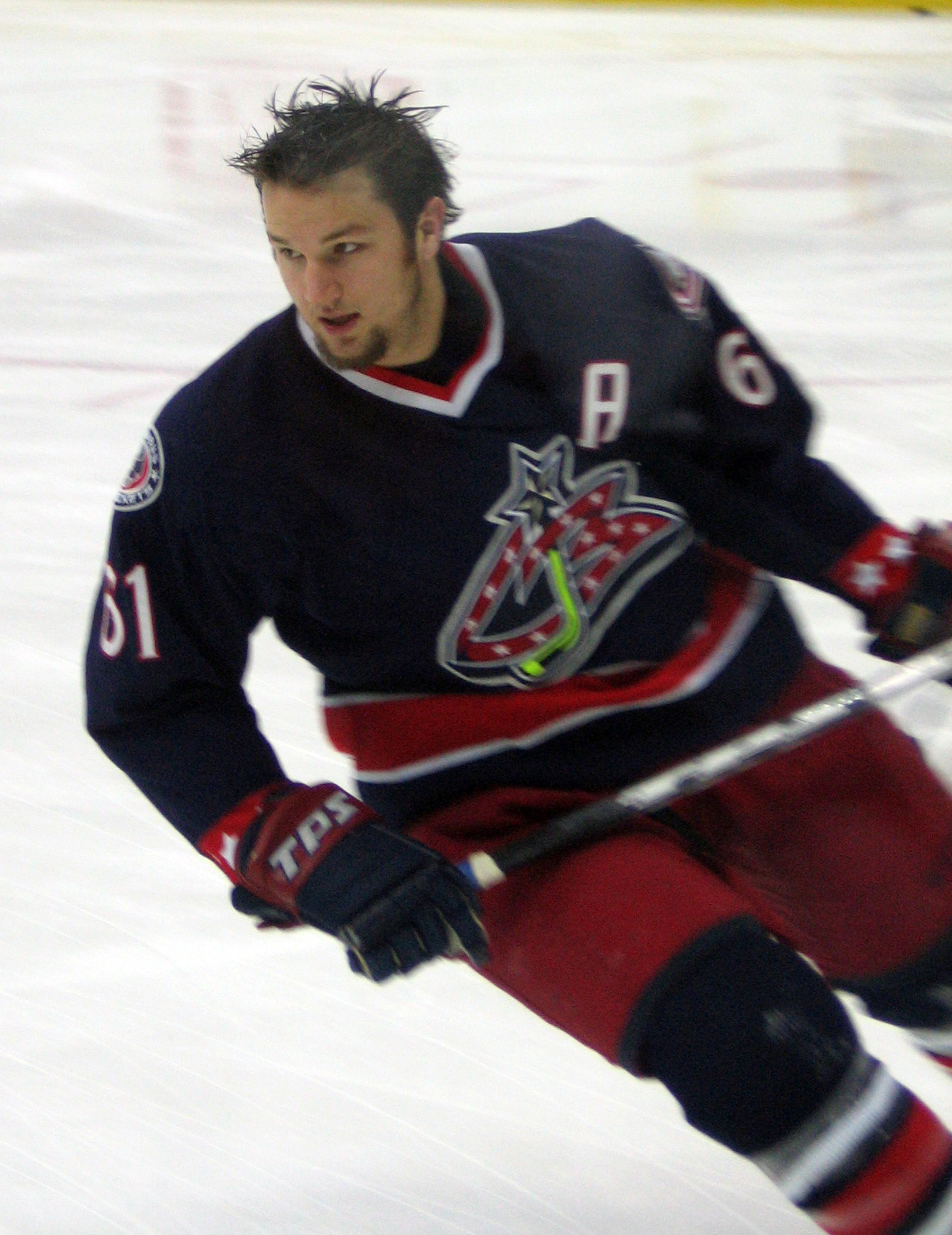
Rick Nash hält diverse Franchise-Rekorde

* aktiver Spieler der Blue Jackets; Stand nach Ende der Saison 2024/25

#### Saison
|                               | Name                         | Anzahl                     | Saison          |
| Meiste Tore                   | Rick Nash Cam Atkinson       | 41                         | 2003/04 2018/19 |
| Meiste Vorlagen               | Artemi Panarin Zach Werenski | 59                         | 2018/19 2024/25 |
| Meiste Punkte                 | Artemi Panarin               | 87 (28 Tore + 59 Vorlagen) | 2018/19         |
| Meiste Punkte als Rookie      | Pierre-Luc Dubois            | 48 (20 Tore + 28 Vorlagen) | 2017/18         |
| Meiste Punkte als Verteidiger | Zach Werenski                | 82 (23 Tore + 59 Vorlagen) | 2024/25         |
| Meiste Strafminuten           | Jody Shelley                 | 249                        | 2002/03         |
| Meiste Siege als Torhüter     | Sergei Bobrowski             | 41                         | 2016/17         |

## Trainer
Abkürzungen: GC = Spiele, W = Siege, L = Niederlagen, T = Unentschieden, OTL = Niederlagen nach
Overtime, Pts = Punkte, Pts % = Punktquote
| Name            | Saison            | Reguläre Saison   | Reguläre Saison   | Reguläre Saison   | Reguläre Saison   | Reguläre Saison   | Reguläre Saison   | Reguläre Saison   | Playoffs          | Playoffs          | Playoffs          |                   |                   |                   |                   |                   |                   |                   |                   |                   |                   |                   |                   |                   |                   |                   |                   |                   |                   |                   |                   |                   |                   |                   |                   |                   |                   |                   |                   |                   |                   |                   |                   |                   |                   |                   |                   |                   |                   |                   |                   |                   |                   |                   |                   |                   |                   |                   |                   |                   |                   |                   |                   |                   |                   |                   |                   |                   |                   |                   |                   |                   |                   |                   |                   |                   |                   |                   |                   |                   |                   |                   |                   |                   |                   |                   |                   |                   |                   |                   |                   |                   |                   |                   |                   |                   |                   |                   |                   |                   |
| Name            | Saison            | GC                | W                 | L                 | T                 | OTL               | Pts               | Pts %             | GC                | W                 | L                 |                   |                   |                   |                   |                   |                   |                   |                   |                   |                   |                   |                   |                   |                   |                   |                   |                   |                   |                   |                   |                   |                   |                   |                   |                   |                   |                   |                   |                   |                   |                   |                   |                   |                   |                   |                   |                   |                   |                   |                   |                   |                   |                   |                   |                   |                   |                   |                   |                   |                   |                   |                   |                   |                   |                   |                   |                   |                   |                   |                   |                   |                   |                   |                   |                   |                   |                   |                   |                   |                   |                   |                   |                   |                   |                   |                   |                   |                   |                   |                   |                   |                   |                   |                   |                   |                   |                   |                   |                   |
| Dave King       | 2000/01–2002/03*  | 204               | 64                | 106               | 21                | 13                | 162               | .397              | —                 | —                 | —                 |                   |                   |                   |                   |                   |                   |                   |                   |                   |                   |                   |                   |                   |                   |                   |                   |                   |                   |                   |                   |                   |                   |                   |                   |                   |                   |                   |                   |                   |                   |                   |                   |                   |                   |                   |                   |                   |                   |                   |                   |                   |                   |                   |                   |                   |                   |                   |                   |                   |                   |                   |                   |                   |                   |                   |                   |                   |                   |                   |                   |                   |                   |                   |                   |                   |                   |                   |                   |                   |                   |                   |                   |                   |                   |                   |                   |                   |                   |                   |                   |                   |                   |                   |                   |                   |                   |                   |                   |                   |
| Doug MacLean    | 2002/03*–2003/04* | 79                | 24                | 43                | 8                 | 4                 | 60                | .380              | —                 | —                 | —                 |                   |                   |                   |                   |                   |                   |                   |                   |                   |                   |                   |                   |                   |                   |                   |                   |                   |                   |                   |                   |                   |                   |                   |                   |                   |                   |                   |                   |                   |                   |                   |                   |                   |                   |                   |                   |                   |                   |                   |                   |                   |                   |                   |                   |                   |                   |                   |                   |                   |                   |                   |                   |                   |                   |                   |                   |                   |                   |                   |                   |                   |                   |                   |                   |                   |                   |                   |                   |                   |                   |                   |                   |                   |                   |                   |                   |                   |                   |                   |                   |                   |                   |                   |                   |                   |                   |                   |                   |                   |
| Gerard Gallant  | 2003/04*–2006/07* | 142               | 56                | 76                | 4                 | 6                 | 122               | .430              | —                 | —                 | —                 |                   |                   |                   |                   |                   |                   |                   |                   |                   |                   |                   |                   |                   |                   |                   |                   |                   |                   |                   |                   |                   |                   |                   |                   |                   |                   |                   |                   |                   |                   |                   |                   |                   |                   |                   |                   |                   |                   |                   |                   |                   |                   |                   |                   |                   |                   |                   |                   |                   |                   |                   |                   |                   |                   |                   |                   |                   |                   |                   |                   |                   |                   |                   |                   |                   |                   |                   |                   |                   |                   |                   |                   |                   |                   |                   |                   |                   |                   |                   |                   |                   |                   |                   |                   |                   |                   |                   |                   |                   |
| Gary Agnew**    | 2006/07*          | 5                 | 0                 | 4                 | —                 | 1                 | 1                 | .100              | —                 | —                 | —                 |                   |                   |                   |                   |                   |                   |                   |                   |                   |                   |                   |                   |                   |                   |                   |                   |                   |                   |                   |                   |                   |                   |                   |                   |                   |                   |                   |                   |                   |                   |                   |                   |                   |                   |                   |                   |                   |                   |                   |                   |                   |                   |                   |                   |                   |                   |                   |                   |                   |                   |                   |                   |                   |                   |                   |                   |                   |                   |                   |                   |                   |                   |                   |                   |                   |                   |                   |                   |                   |                   |                   |                   |                   |                   |                   |                   |                   |                   |                   |                   |                   |                   |                   |                   |                   |                   |                   |                   |                   |
| Ken Hitchcock   | 2006/07*–2009/10* | 284               | 125               | 123               | —                 | 36                | 286               | .504              | 4                 | 0                 | 4                 |                   |                   |                   |                   |                   |                   |                   |                   |                   |                   |                   |                   |                   |                   |                   |                   |                   |                   |                   |                   |                   |                   |                   |                   |                   |                   |                   |                   |                   |                   |                   |                   |                   |                   |                   |                   |                   |                   |                   |                   |                   |                   |                   |                   |                   |                   |                   |                   |                   |                   |                   |                   |                   |                   |                   |                   |                   |                   |                   |                   |                   |                   |                   |                   |                   |                   |                   |                   |                   |                   |                   |                   |                   |                   |                   |                   |                   |                   |                   |                   |                   |                   |                   |                   |                   |                   |                   |                   |                   |
| Claude Noël**   | 2009/10*          | 24                | 10                | 8                 | —                 | 6                 | 26                | .542              | —                 | —                 | —                 |                   |                   |                   |                   |                   |                   |                   |                   |                   |                   |                   |                   |                   |                   |                   |                   |                   |                   |                   |                   |                   |                   |                   |                   |                   |                   |                   |                   |                   |                   |                   |                   |                   |                   |                   |                   |                   |                   |                   |                   |                   |                   |                   |                   |                   |                   |                   |                   |                   |                   |                   |                   |                   |                   |                   |                   |                   |                   |                   |                   |                   |                   |                   |                   |                   |                   |                   |                   |                   |                   |                   |                   |                   |                   |                   |                   |                   |                   |                   |                   |                   |                   |                   |                   |                   |                   |                   |                   |                   |
| Scott Arniel    | 2010/11–2011/12*  | 123               | 45                | 60                | —                 | 18                | 108               | .439              | —                 | —                 | —                 |                   |                   |                   |                   |                   |                   |                   |                   |                   |                   |                   |                   |                   |                   |                   |                   |                   |                   |                   |                   |                   |                   |                   |                   |                   |                   |                   |                   |                   |                   |                   |                   |                   |                   |                   |                   |                   |                   |                   |                   |                   |                   |                   |                   |                   |                   |                   |                   |                   |                   |                   |                   |                   |                   |                   |                   |                   |                   |                   |                   |                   |                   |                   |                   |                   |                   |                   |                   |                   |                   |                   |                   |                   |                   |                   |                   |                   |                   |                   |                   |                   |                   |                   |                   |                   |                   |                   |                   |                   |
| Todd Richards   | 2011/12*–2015/16* | 260               | 127               | 112               | —                 | 21                | 275               | .529              | 6                 | 2                 | 4                 |                   |                   |                   |                   |                   |                   |                   |                   |                   |                   |                   |                   |                   |                   |                   |                   |                   |                   |                   |                   |                   |                   |                   |                   |                   |                   |                   |                   |                   |                   |                   |                   |                   |                   |                   |                   |                   |                   |                   |                   |                   |                   |                   |                   |                   |                   |                   |                   |                   |                   |                   |                   |                   |                   |                   |                   |                   |                   |                   |                   |                   |                   |                   |                   |                   |                   |                   |                   |                   |                   |                   |                   |                   |                   |                   |                   |                   |                   |                   |                   |                   |                   |                   |                   |                   |                   |                   |                   |                   |
| John Tortorella | 2015/16*–2020/21  | 447               | 227               | 166               | —                 | 54                | 508               | .568              | 31                | 13                | 18                |                   |                   |                   |                   |                   |                   |                   |                   |                   |                   |                   |                   |                   |                   |                   |                   |                   |                   |                   |                   |                   |                   |                   |                   |                   |                   |                   |                   |                   |                   |                   |                   |                   |                   |                   |                   |                   |                   |                   |                   |                   |                   |                   |                   |                   |                   |                   |                   |                   |                   |                   |                   |                   |                   |                   |                   |                   |                   |                   |                   |                   |                   |                   |                   |                   |                   |                   |                   |                   |                   |                   |                   |                   |                   |                   |                   |                   |                   |                   |                   |                   |                   |                   |                   |                   |                   |                   |                   |                   |
| Brad Larsen     | 2021/22–2022/23   | 164               | 62                | 86                | —                 | 16                | 140               | .426              | —                 | —                 | —                 |                   |                   |                   |                   |                   |                   |                   |                   |                   |                   |                   |                   |                   |                   |                   |                   |                   |                   |                   |                   |                   |                   |                   |                   |                   |                   |                   |                   |                   |                   |                   |                   |                   |                   |                   |                   |                   |                   |                   |                   |                   |                   |                   |                   |                   |                   |                   |                   |                   |                   |                   |                   |                   |                   |                   |                   |                   |                   |                   |                   |                   |                   |                   |                   |                   |                   |                   |                   |                   |                   |                   |                   |                   |                   |                   |                   |                   |                   |                   |                   |                   |                   |                   |                   |                   |                   |                   |                   |                   |
| Mike Babcock    | 2023              | ohne Pflichtspiel | ohne Pflichtspiel | ohne Pflichtspiel | ohne Pflichtspiel | ohne Pflichtspiel | ohne Pflichtspiel | ohne Pflichtspiel | ohne Pflichtspiel | ohne Pflichtspiel | ohne Pflichtspiel | ohne Pflichtspiel | ohne Pflichtspiel | ohne Pflichtspiel | ohne Pflichtspiel | ohne Pflichtspiel | ohne Pflichtspiel | ohne Pflichtspiel | ohne Pflichtspiel | ohne Pflichtspiel | ohne Pflichtspiel | ohne Pflichtspiel | ohne Pflichtspiel | ohne Pflichtspiel | ohne Pflichtspiel | ohne Pflichtspiel | ohne Pflichtspiel | ohne Pflichtspiel | ohne Pflichtspiel | ohne Pflichtspiel | ohne Pflichtspiel | ohne Pflichtspiel | ohne Pflichtspiel | ohne Pflichtspiel | ohne Pflichtspiel | ohne Pflichtspiel | ohne Pflichtspiel | ohne Pflichtspiel | ohne Pflichtspiel | ohne Pflichtspiel | ohne Pflichtspiel | ohne Pflichtspiel | ohne Pflichtspiel | ohne Pflichtspiel | ohne Pflichtspiel | ohne Pflichtspiel | ohne Pflichtspiel | ohne Pflichtspiel | ohne Pflichtspiel | ohne Pflichtspiel | ohne Pflichtspiel | ohne Pflichtspiel | ohne Pflichtspiel | ohne Pflichtspiel | ohne Pflichtspiel | ohne Pflichtspiel | ohne Pflichtspiel | ohne Pflichtspiel | ohne Pflichtspiel | ohne Pflichtspiel | ohne Pflichtspiel | ohne Pflichtspiel | ohne Pflichtspiel | ohne Pflichtspiel | ohne Pflichtspiel | ohne Pflichtspiel | ohne Pflichtspiel | ohne Pflichtspiel | ohne Pflichtspiel | ohne Pflichtspiel | ohne Pflichtspiel | ohne Pflichtspiel | ohne Pflichtspiel | ohne Pflichtspiel | ohne Pflichtspiel | ohne Pflichtspiel | ohne Pflichtspiel | ohne Pflichtspiel | ohne Pflichtspiel | ohne Pflichtspiel | ohne Pflichtspiel | ohne Pflichtspiel | ohne Pflichtspiel | ohne Pflichtspiel | ohne Pflichtspiel | ohne Pflichtspiel | ohne Pflichtspiel | ohne Pflichtspiel | ohne Pflichtspiel | ohne Pflichtspiel | ohne Pflichtspiel | ohne Pflichtspiel | ohne Pflichtspiel | ohne Pflichtspiel | ohne Pflichtspiel | ohne Pflichtspiel | ohne Pflichtspiel | ohne Pflichtspiel | ohne Pflichtspiel | ohne Pflichtspiel |
| Pascal Vincent  | 2023/24           | 82                | 27                | 43                | —                 | 12                | 66                | .402              | —                 | —                 | —                 |                   |                   |                   |                   |                   |                   |                   |                   |                   |                   |                   |                   |                   |                   |                   |                   |                   |                   |                   |                   |                   |                   |                   |                   |                   |                   |                   |                   |                   |                   |                   |                   |                   |                   |                   |                   |                   |                   |                   |                   |                   |                   |                   |                   |                   |                   |                   |                   |                   |                   |                   |                   |                   |                   |                   |                   |                   |                   |                   |                   |                   |                   |                   |                   |                   |                   |                   |                   |                   |                   |                   |                   |                   |                   |                   |                   |                   |                   |                   |                   |                   |                   |                   |                   |                   |                   |                   |                   |                   |
| Dean Evason     | seit 2024/25      | 82                | 40                | 33                | —                 | 9                 | 89                | .543              | —                 | —                 | —                 |                   |                   |                   |                   |                   |                   |                   |                   |                   |                   |                   |                   |                   |                   |                   |                   |                   |                   |                   |                   |                   |                   |                   |                   |                   |                   |                   |                   |                   |                   |                   |                   |                   |                   |                   |                   |                   |                   |                   |                   |                   |                   |                   |                   |                   |                   |                   |                   |                   |                   |                   |                   |                   |                   |                   |                   |                   |                   |                   |                   |                   |                   |                   |                   |                   |                   |                   |                   |                   |                   |                   |                   |                   |                   |                   |                   |                   |                   |                   |                   |                   |                   |                   |                   |                   |                   |                   |                   |                   |

* Wechsel während der laufenden Saison;
** Interimstrainer
Als erster Trainer der Franchisegeschichte hatten die Blue Jackets mit Dave King einen international erfahrenen Mann verpflichtet, der nach der langjährigen Betreuung der kanadischen Nationalmannschaft auch bei den Calgary Flames seine Erfahrungen in der NHL gesammelt hatte. Zwar war das Management in den ersten Jahren nicht von großen sportlichen Erfolgen ausgegangen, doch als im dritten Jahre der erwartete Aufwärtstrend weiterhin auf sich warten ließ, übernahm der damalige General Manager Doug MacLean selbst die Trainerposition. MacLean hatte einige Jahre zuvor mit den Florida Panthers schon ein neugegründetes Team erfolgreich betreut. Zur folgenden Spielzeit war mit Assistenztrainer Gerard Gallant ein hoffnungsvoller Mann für den Trainerstab verpflichtet worden, dem im Laufe der Saison die Verantwortung hinter der Bande übergeben wurde, während sich MacLean wieder auf seine Manageraufgaben konzentrierte.
In Gallants Zeit als Cheftrainer fiel zunächst die durch den Lockout ausgefallene Saison 2004/05. Im darauffolgenden Spieljahr konnte er mit der Mannschaft eine bessere Siegquote erreichen, als seine beiden Vorgänger. Ein schwacher Start in die Saison 2006/07 mit nur fünf Siegen aus 14 Spielen führte jedoch zu seiner vorzeitigen Entlassung. Nachdem Assistenztrainer Gary Agnew das Team übergangsweise für fünf Spiele betreut hatte, konnte mit Ken Hitchcock ein erfahrener Trainer verpflichtet werden. Im Verlauf der Saison 2008/09 übertraf Hitchcock die von Dave King aufgestellte Bestmarke an Siegen und führte das Team erstmals in seiner Geschichte in die Playoffs. Die Spielzeit 2009/10 verlief nicht so erfolgreich wie die vorangegangene und Hitchcock wurde am 3. Februar 2010 entlassen. Auf Interimsbasis wurde sein bisheriger Assistent Claude Noël vom Management befördert und füllte den Posten ohne großen Erfolg bis zum Saisonende aus.
In der Sommerpause führten die Blue Jackets Gespräche mit mehreren Kandidaten. Nach einer Absage von Wunschkandidat Guy Boucher wurde Scott Arniel am 8. Juni 2010 als neuer Cheftrainer offiziell vorgestellt. Arniels Amtszeit reichte aber nur bis zum 9. Januar 2012, als er wegen anhaltender Erfolglosigkeit entlassen und durch den US-Amerikaner Todd Richards auf Interimsbasis ersetzt wurde. Später wurde Richards mit einem festen Vertrag ausgestattet und betreute die Blue Jackets in der Folge bis Oktober 2015, als er nach sieben Niederlagen in den ersten sieben Spielen entlassen und durch John Tortorella ersetzt wurde. Dieser leitete die Geschicke des Teams sechs Jahre lang, so lange wie keiner seiner Vorgänger, ehe er im Juni 2021 durch seinen bisherigen Assistenten Brad Larsen ersetzt wurde. Dieser trainierte das Team zwei Spielzeiten lang, ehe Mike Babcock seine Nachfolge antrat. Dieser jedoch trat noch in der Preseason zurück und wurde durch seinen Assistenten Pascal Vincent beerbt, der die Geschicke des Teams jedoch auch nur eine Saison leitete und anschließend von Dean Evason abgelöst wurde.

## General Manager
| Name             | Saison           |
| Doug MacLean     | 2000/01–2006/07* |
| Jim Clark**      | 2006/07*         |
| Scott Howson     | 2007/08–2012/13* |
| Jarmo Kekäläinen | 2012/13–2023/24* |
| John Davidson    | 2023/24*         |
| Don Waddell      | seit 2024/25     |

* Wechsel während der laufenden Saison

** Interims-General-Manager
Die Columbus Blue Jackets starteten mit dem NHL-erfahrenen Doug MacLean als General Manager (GM) in ihre erste Saison in der National Hockey League. MacLean, der in der Saison 1995/96 als Cheftrainer der Florida Panthers völlig überraschend die Finalspiele um den Stanley Cup erreicht hatte, war bereits im Februar 1998 angeheuert worden und hatte das Franchise seitdem auf die NHL vorbereitet.
MacLean gelang es in seiner Amtszeit, die am Ende der Saison 2006/07 frühzeitig beendet wurde, nie das Team in die Playoffs zu führen. Auch der Abschluss mit einer positiven Saisonbilanz gelang während seiner Amtszeit nicht. Schließlich wurde MacLean am 18. April 2007 entlassen und durch den bisherigen Assistenz-GM Jim Clark, der vorerst als Interims-GM fungierte, ersetzt. Am 14. Juni 2007 wurde Scott Howson, bis dahin Assistenz-GM bei den Edmonton Oilers, als neuer General Manager vorgestellt. Nach nur einer Play-off-Teilnahme in 5 Spielzeiten wurde Howson am 12. Februar 2013 von seinen Pflichten als General Manager des Franchise entbunden.
Als dritter General Manager in der Geschichte der Blue Jackets wurde einen Tag später der Finne Jarmo Kekäläinen vorgestellt. Er war zuvor bereits als Assistenz-General Manager für die St. Louis Blues in der NHL und als General Manager für den finnischen Verein Jokerit Helsinki in der SM-liiga tätig. Kekäläinen leitete die Geschicke des Teams bis Februar 2024, als John Davidson vorerst interimsweise übernahm. Die reguläre Nachfolge trat dann Don Waddell im Mai 2024 an.

## Spieler

### Kader der Saison 2024/25
Stand: Ende der Saison 2024/25
| Nr. | Nat.                      | Spieler            | Pos. | Geburtsdatum       | in Org. seit | Geburtsort                           |
| --- | ------------------------- | ------------------ | ---- | ------------------ | ------------ | ------------------------------------ |
| 90  | Lettland                  | Elvis Merzļikins   | G    | 13. April 1994     | 2019         | Riga, Lettland                       |
| 40  | Russland                  | Daniil Tarassow    | G    | 27. März 1999      | 2019         | Nowokusnezk, Russland                |
| 15  | Kanada                    | Dante Fabbro       | D    | 20. Juni 1998      | 2024         | Coquitlam, British Columbia, Kanada  |
| 44  | Kanada                    | Erik Gudbranson    | D    | 7. Januar 1992     | 2022         | Ottawa, Ontario, Kanada              |
| 22  | Vereinigte Staaten        | Jordan Harris      | D    | 7. Juli 2000       | 2024         | Haverhill, Massachusetts, USA        |
| 3   | Vereinigte Staaten        | Jack Johnson       | D    | 13. Januar 1987    | 2024         | Indianapolis, Indiana, USA           |
| 9   | Russland                  | Iwan Proworow      | D    | 13. Januar 1997    | 2023         | Jaroslawl, Russland                  |
| 78  | Kanada                    | Damon Severson     | D    | 7. August 1994     | 2023         | Brandon, Manitoba, Kanada            |
| 8   | Vereinigte Staaten        | Zach Werenski – A  | D    | 19. Juli 1997      | 2016         | Grosse Pointe, Michigan, USA         |
| 27  | Vereinigte Staaten        | Zach Aston-Reese   | C    | 10. August 1994    | 2024         | Staten Island, New York, USA         |
| 17  | Kanada                    | Justin Danforth    | RW   | 15. März 1993      | 2021         | Oshawa, Ontario, Kanada              |
| 19  | Kanada                    | Adam Fantilli      | C    | 12. Oktober 2004   | 2023         | Toronto, Ontario, Kanada             |
| 36  | Vereinigte Staaten        | Christian Fischer  | RW   | 15. April 1997     | 2025         | Chicago, Illinois, USA               |
| 18  | Vereinigte Staaten        | Dylan Gambrell     | C    | 26. August 1996    | 2024         | Bonney Lake, Washington, USA         |
| 38  | Kanada                    | Boone Jenner – C   | C    | 15. Juni 1993      | 2012         | London, Ontario, Kanada              |
| 91  | Kanada                    | Kent Johnson       | C    | 18. Oktober 2002   | 2022         | Port Moody, British Columbia, Kanada |
| 11  | Vereinigte Staaten        | Luke Kunin         | C    | 4. Dezember 1997   | 2025         | Chesterfield, Missouri, USA          |
| 7   | Vereinigte Staaten        | Sean Kuraly        | C    | 20. Januar 1993    | 2021         | Dublin, Ohio, USA                    |
| 62  | Vereinigte Staaten        | Kevin Labanc       | RW   | 12. Dezember 1995  | 2024         | Staten Island, New York, USA         |
| 86  | Russland                  | Kirill Martschenko | RW   | 21. Juli 2000      | 2022         | Barnaul, Russland                    |
| 23  | Kanada                    | Sean Monahan       | C    | 12. Oktober 1994   | 2024         | Brampton, Ontario, Kanada            |
| 24  | Vereinigte Staaten Kanada | Mathieu Olivier    | RW   | 11. Februar 1997   | 2022         | Biloxi, Mississippi, USA             |
| 4   | Kanada                    | Cole Sillinger     | C    | 16. Mai 2003       | 2021         | Columbus, Ohio, USA                  |
| 59  | Russland                  | Jegor Tschinachow  | RW   | 1. Februar 2001    | 2021         | Omsk, Russland                       |
| 21  | Vereinigte Staaten        | James van Riemsdyk | LW   | 4. Mai 1989        | 2024         | Middletown Township, New Jersey, USA |
| 10  | Russland                  | Dmitri Woronkow    | LW   | 10. September 2000 | 2021         | Angarsk, Russland                    |

### Mannschaftskapitäne
In der Geschichte der Columbus Blue Jackets gab es bisher sechs verschiedene Spieler, die das Amt des Mannschaftskapitäns innehatten.
| Jahr      | Name            |
| 2000–2002 | Lyle Odelein    |
| 2002–2003 | Ray Whitney     |
| 2003–2005 | Luke Richardson |
| 2005–2008 | Adam Foote      |
| 2008–2012 | Rick Nash       |
| 2015–2021 | Nick Foligno    |
| seit 2021 | Boone Jenner    |

Der erste Spieler mit dem „C“ auf der Brust war 2000 der erfahrene Verteidiger Lyle Odelein, der im Verlauf des NHL Expansion Draft 2000 von den Phoenix Coyotes verpflichtet worden war. Odelein verfügte zu diesem Zeitpunkt bereits über die Erfahrung von elf Spielzeiten in der NHL sowie einem Titelgewinn mit den Montréal Canadiens und war somit die geeignete Person, um das junge Team in die erste Spielzeit zu führen. Nachdem Odelein zum Ende der Saison 2001/02 zu den Chicago Blackhawks abgegeben worden war, übernahm Ray Whitney für den Rest der Spielzeit sowie für die folgende das Amt des Mannschaftskapitäns.
Zu Beginn der Spielzeit 2003/04 bedachte der Trainerstab mit Luke Richardson erneut einen erfahrenen Verteidiger mit dem Kapitänsamt, das dieser jedoch – bedingt durch den Lockout in der Saison 2004/05 – nur eineinhalb Spielzeiten ausfüllte. Er wurde ebenso wie Odelein kurz vor Ende des Spieljahres 2005/06 zu einem Mitkonkurrenten transferiert. Daraufhin folgte ihm Adam Foote in der Position. Doch auch dieser erbat nach knapp zwei Jahren einen Wechsel zu einem anderen Team und gab damit das Amt frei. Wenige Tage nach Footes Wechsel, am 12. März 2008, reichte die Teamleitung das „C“ dauerhaft an Rick Nash, der einer der dienstältesten Spieler des Teams ist.
Nachdem Nash im Juli 2012 zu den New York Rangers transferiert wurde, wurde das Amt nicht neu vergeben und stattdessen drei bis vier Assistenzkapitäne nominiert. Erst am 20. Mai 2015 wurde nach der Saison 2014/15 in Nick Foligno ein neuer Mannschaftskapitän ernannt. Dieser hatte das Amt bis zu seinem Weggang im April 2021 inne. Seine Nachfolge trat Boone Jenner an.

### Mitglieder der Hockey Hall of Fame
Bisher ist ein Spieler der Columbus Blue Jackets in die Hockey Hall of Fame aufgenommen worden.
| Name            | Aufnahmedatum | Position |
| Sergei Fjodorow | 2015          | Spieler  |

### Gesperrte Trikotnummern
Die Columbus Blue Jackets haben in ihrer Franchisegeschichte bisher eine Nummer gesperrt und eine honoriert. Am 5. März 2022 sperrten die Columbus Blue Jackets die Nummer 61 von Rick Nash. Zudem ist die berühmte 99 des Kanadiers Wayne Gretzky ligaweit seit dem 6. Februar 2000 gesperrt und wird somit nicht mehr an einen Spieler vergeben.
Am 14. Oktober 2021, beim ersten Heimspiel der Columbus Blue Jackets der Saison 2021/22, honorierten die Columbus Blue Jackets die Nummer 80 von Matīss Kivlenieks. Der Torhüter verstarb in der Sommerpause während der Feierlichkeiten zum Amerikanischen Unabhängigkeitstag am 4. Juli 2021 in Novi im Bundesstaat Michigan plötzlich, als er durch eine fehlgeleitete Feuerwerksexplosion ein Thoraxtrauma erlitt. Da die Nummer 80 nur honoriert und nicht gesperrt ist, ist die Nummer weiterhin verfügbar. Am 15. Oktober 2024, beim ersten Heimspiel der Columbus Blue Jackets der Saison 2024/25, honorierten die Columbus Blue Jackets die Nummer 13 von Johnny Gaudreau. Der Stürmer verstarb in der Sommerpause mit seinem Bruder Matthew Gaudreau im Bundesstaat New Jersey, als sie mit ihren Fahrrädern in einen Unfall verwickelt wurden, bei dem sie von einem betrunkenen Autofahrer angefahren und dabei tödlich verletzt wurden. Da die Nummer 13 nur honoriert und nicht gesperrt ist, ist die Nummer weiterhin verfügbar.
| Nr. | Name          | Sperrungsdatum             |
| 61  | Rick Nash     | 5. März 2022               |
| 99  | Wayne Gretzky | 6. Februar 2000 (ligaweit) |

### Top-10-Wahlrechte im NHL Entry Draft
| Name             | Jahr | Draft-Position |
| Rostislav Klesla | 2000 | 4.             |
| Pascal Leclaire  | 2001 | 8.             |
| Rick Nash        | 2002 | 1.             |
| Nikolai Scherdew | 2003 | 4.             |
| Alexandre Picard | 2004 | 8.             |
| Gilbert Brulé    | 2005 | 6.             |

| Name            | Jahr | Draft-Position |
| Derick Brassard | 2006 | 6.             |
| Jakub Voráček   | 2007 | 7.             |
| Nikita Filatow  | 2008 | 6.             |
| Ryan Johansen   | 2010 | 4.             |
| Ryan Murray     | 2012 | 2.             |
| Zach Werenski   | 2015 | 8.             |

| Name              | Jahr | Draft-Position |
| Pierre-Luc Dubois | 2016 | 3.             |
| Kent Johnson      | 2021 | 5.             |
| David Jiříček     | 2022 | 6.             |
| Adam Fantilli     | 2023 | 3.             |
| Cayden Lindstrom  | 2024 | 4.             |

Bisher konnten die Columbus Blue Jackets – mit Ausnahme von 2009, 2011, 2013, 2014, 2017, 2018, 2019 und 2020 – in jedem NHL Entry Draft einen Spieler unter den ersten zehn Rechten wählen, was vor allem mit dem schlechten Abschneiden des Teams während der regulären Saison im Zusammenhang steht. Seit 2000 waren dies 17 Wahlrechte.
Der erste Draft-Pick in der Geschichte des Franchise war im NHL Entry Draft 2000 Verteidiger Rostislav Klesla an der vierten Gesamtposition. Mit Rick Nash konnten die Blue Jackets im NHL Entry Draft 2002 einen Spieler an erster Position draften und ein Jahr später im NHL Entry Draft 2003 mit Nikolai Scherdew einen weiteren an der vierten Stelle. Ebenso konnten sie 2010 als Gesamtvierte Ryan Johansen auswählen.

### Franchise-Top-Punktesammler
Die zehn besten Punktesammler in der Geschichte der Columbus Blue Jackets bis zum Ende der regulären Saison 2024/25 und der Playoffs 2025.
Abkürzungen: Pos = Position, GP = Spiele, G = Tore, A = Vorlagen, Pts = Punkte, P/G = Punkte pro Spiel
| Name               | Pos | Saison          | GP  | G   | A   | Pts | P/G  |
| Rick Nash          | LW  | 2002/03–2011/12 | 674 | 289 | 258 | 547 | 0,81 |
| Cam Atkinson       | RW  | 2011/12–2020/21 | 627 | 213 | 189 | 402 | 0,64 |
| Zach Werenski      | D   | seit 2016/17    | 567 | 113 | 271 | 384 | 0,68 |
| Boone Jenner       | C   | seit 2013/14    | 741 | 199 | 184 | 383 | 0,52 |
| Nick Foligno       | LW  | 2012/13–2020/21 | 599 | 142 | 192 | 334 | 0,56 |
| David Výborný      | RW  | 2000/01–2007/08 | 543 | 113 | 204 | 317 | 0,58 |
| R. J. Umberger     | C   | 2008/09–2013/14 | 445 | 120 | 130 | 250 | 0,56 |
| Oliver Bjorkstrand | RW  | 2015/16–2022/23 | 382 | 111 | 123 | 234 | 0,61 |
| Brandon Dubinsky   | C   | 2012/13–2020/21 | 430 | 72  | 153 | 225 | 0,52 |
| Seth Jones         | D   | 2015/16–2020/21 | 381 | 50  | 173 | 223 | 0,59 |

| Name               | Pos | GP | G  | A  | Pts | P/G  |
| Cam Atkinson       | RW  | 35 | 10 | 16 | 26  | 0,74 |
| Seth Jones         | D   | 31 | 5  | 15 | 20  | 0,65 |
| Pierre-Luc Dubois  | C   | 26 | 8  | 11 | 19  | 0,73 |
| Artemi Panarin     | LW  | 16 | 7  | 11 | 18  | 1,13 |
| Nick Foligno       | LW  | 34 | 7  | 9  | 16  | 0,47 |
| Boone Jenner       | C   | 37 | 8  | 7  | 15  | 0,41 |
| Zach Werenski      | D   | 29 | 4  | 9  | 13  | 0,45 |
| Oliver Bjorkstrand | RW  | 31 | 6  | 6  | 12  | 0,39 |
| David Savard       | D   | 37 | 1  | 10 | 11  | 0,30 |
| Matt Calvert       | LW  | 16 | 6  | 4  | 10  | 0,63 |

### Bekannte ehemalige Spieler
(Teamzugehörigkeit und Position in Klammern)
| - Sergei Fjodorow (2005–2008, C) Der Stürmer, der in den 1990er Jahren große Erfolge gefeiert hatte, gab dem jungen Team Sicherheit. Kam aufgrund seiner Erfahrung oft in der Abwehr zum Einsatz. - Adam Foote (2005–2008, D) Der Olympiasieger und Stanley-Cup-Gewinner setzte den Trend von Vertei- digern als Teamkapitän fort. Führte, ebenso wie Fjodorow, die unerfahrene Mannschaft. - Espen Knutsen (2000–2004, C) Der Norweger war der erste Spieler, der die Blue Jackets im All-Star Game vertrat, erlangte negative Berühmtheit als ein abgefälschter Schuss von ihm eine junge Zuschauerin tödlich verletzte. - Rick Nash (2002–2012, LW) Der Kanadier wurde von den Blue Jackets 2002 gedraftet und verbrachte neun Spielzeiten in Columbus. Er hält diverse Franchiserekorde, unter anderem die meisten Spiele und die meisten Punkte, und war von 2008 bis 2012 Kapitän der Mannschaft | - Nikolai Scherdew (2003–2008, RW) Scherdews Zeit in Columbus war von Vertragsquerelen geprägt, gehörte neben Rick Nash zur aufstrebenden jungen Generation im Team. - Geoff Sanderson (2000–2004 & 2005, LW) Einer der namhaftesten Spieler, der im Expansion Draft verpflichtet wurde. Kehrte nach einem Wechsel im März 2004 im Oktober 2005 noch einmal kurz zurück. - David Výborný (2000–2008, RW) Der Tscheche absolvierte zwischen 2000 und 2008 über 500 Spiele für das Team, hielt lange diverse Franchiserekorde. - Ray Whitney (2001–2003, LW) Der Stürmer absolvierte zwei hervorragende Spieljahre für das Team aus Ohio, nachdem er März 2001 aus Florida gekommen war. In seinem letzten Jahr beim Klub als Teamkapitän tätig. |